# 7065 Fredschaaf
7065 Fredschaaf è un asteroide della fascia principale. Scoperto nel 1992, presenta un'orbita caratterizzata da un semiasse maggiore pari a 2,7796656 UA e da un'eccentricità di 0,0386147, inclinata di 7,53779° rispetto all'eclittica.